# Велике Солоне озеро
Вели́ке Соло́не о́зеро (англ. Great Salt Lake) — безстічне озеро у західній частині США, у північно-західній частині штату Юта.
Стародавнім попередником озера є велике прісне озеро Бонневіль, що ніколи не мало стоку в океан. Про розміри попередника Великого Солоного озера можна судити по відкладеннях в районі сучасного озера.
Рівень води у Великому Солоному озері, перебуваючи у сильній залежності від атмосферних опадів, рік від року непостійний і, відповідно, площа озера також зазнає змін (так, близько 1850 року площа озера становила 4,6 тис. км², а за декілька років, у 1873 році — вже 5,7 тис. км². До початку XX століття Велике Солоне озеро майже пересохло, але вже у 1925 року його площа наближалася до 5 тис. км²). Солоність води в озері змінюється залежно від його площі; в окремі роки солоність досягала 300‰ (найменша зафіксована солоність — 137‰). Середня глибина озера — 4,5—7,5 м, найбільша — 15 м (амплітуда коливань рівня протягом століття склала близько 5 м). Висота над рівнем моря — 1 280 м. Стоку не має; в озеро впадають невеликі річки — Бер (найбільша), Вебер, Джордан та ін. Остання бере початок на південь від Великого Солоного озера, в озері Юта. Найбільший об'єм води перераховані річки приносять в озеро влітку, під час танення снігів в горах Уосач; у цей період рівень води в середньому підвищується на 40 см. Островів мало, найбільший з них — Антилоп. Озеро служить джерелом глауберової та кухонної солі; загальний запас солей в озері в другій половині XX століття оцінювався в 6 млрд тонн.
Береги озера були безлюдною пустелею до 1848 року, коли сюди пришли мормони; за допомогою штучного зрошування околиці озера стали придатні для сільського господарства; на річці Джордан мормонами було засновано місто Солт-Лейк-Сіті («Місто Солоного озера»), що нині є столицею штату Юта і найбільшим поселенням на березі озера (іншим містом на березі озера є Огден). Східний берег озера населений більше західного. Уздовж східного і південного берегів озера (частково — по греблі завдовжки близько 40 км) проходить Південна Тихоокеанська (англ. South Pacific) залізниця.